# Pellenz

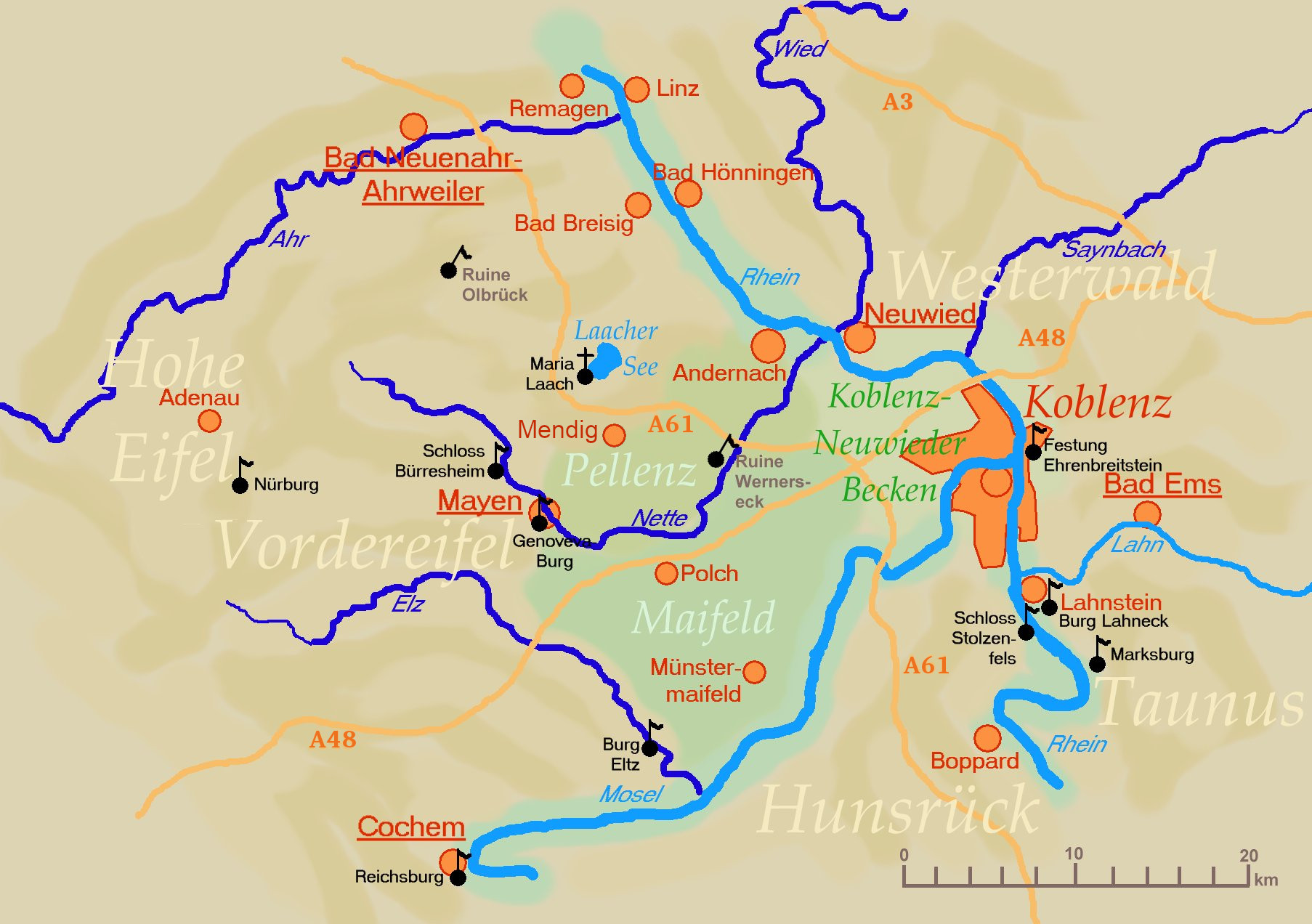
Landschapskaart

De Pellenz is een heuvelachtig landschap in het noordwestelijke deel van het Midden-Rijnbekken tussen de plaatsen Mayen in het zuidwesten en Andernach in het noordoosten. Daarnaast is Pellenz de naam van een Verbandsgemeinde in Rijnland-Palts.  
In de Pellenz liggen de plaatsen Ochtendung, Kruft, Nickenich, Plaidt, Kretz, Mendig, Kottenheim, Thür en Polch. Door het gebied lopen de snelwegen A61 en A48 en de Pellenz-Eifel-Bahn.
De streek wordt gekenmerkt door een heuvelachtig landschap met her en der vulkaankegels. Het landschap is zacht glooiend en daalt van het westen naar het oosten richting de Rijn. 
Door de Pellenz stroomt de 59,1 kilometer lange rivier de Nette.